# 日本ファブテック
日本ファブテック株式会社（にほんファブテック、英: FaB-Tec Japan Corporation）は、鉄骨構造の製造や鋼橋の建設を手がける日本の企業。現在の清水建設から鉄骨と鋼橋の部門が分離独立した会社。略称は日ファブ。

## 概要
清水建設の鋼構造物関連のグループ会社（連結子会社）であり100年におよぶ歴史を持つ。鉄骨・橋梁など鋼構造物の設計から製作 、建設までを一貫して担う専業メーカーとして多くの大型プロジェクトに携わり、建築物の鉄骨は3000件、橋梁は5000橋の実績がある。さらに既存橋梁の診断・点検・修繕・更新といった橋梁メンテナンス事業（Re-BRI、リブリ）や、鉄骨のオリジナル3Dモデルシステム事業を手掛ける 。
主要工場として取手工場、熊谷工場、防府工場と千葉臨海工場が現在稼働しており、このうち取手工場、熊谷工場、防府工場の3工場は、最高レベルの「鉄骨製作工場大臣認定Sグレード認定」を取得している。
女性活躍推進への取組が優良な企業として厚生労働省より「えるぼし認定」（3つ星：管理職比率、労働時間等の5つの基準の全てを満たし、その実績を「女性の活躍推進企業データベース」に毎年公表）を取得している。

## 沿革

### 清水満之助店・清水組
- 1914年 - 東京市深川区島田町（現在の東京都江東区木場）に清水満之助店（現在の清水建設）本店深川工作場内の鉄工所として創業[5]。
- 1922年 - 東京市芝区月見町（現在の東京都港区芝浦）に清水組本店芝浦工作所として設立[5]。
- 1926年 - 橋梁の設計、製作を開始[6]。

### 東京鐵骨橋梁
- 1928年 - 合資会社東京鐵骨橋梁製作所として清水組より分離独立（法人格の創立）[5]。
- 1948年 - 株式会社に組織変更[5]。
- 1963年 - 茨城県取手市に取手工場開設[5]。
- 1976年 - 山口県防府市に防府工場開設[5]。
- 1984年 - 千葉県市原市に千葉臨海工場開設。
- 1997年 - 商号を株式会社東京鐵骨橋梁に変更[5]。
- 2007年1月15日 - 橋梁談合事件により国土交通省関東地方整備局から建設業法に基づく45日間の業務停止命令を受ける[7]。
- 2010年10月1日 - 本社を茨城県取手市の取手工場内に移転（登記上の本店は東京都港区芝浦、のちに中央区京橋）[5]。

### 日本ファブテック
- 2016年4月1日 - 同じく清水建設子会社の片山ストラテックから橋梁事業を継承[8]。同年10月1日には鉄骨事業（埼玉県熊谷市の熊谷工場他）を継承し経営統合[9]。
- 2017年4月1日 - 商号を日本ファブテック株式会社に変更。「ファブテック」は ファブリケーターとテクノロジーの造語[9]、 ロゴマークは企業の基本方針“未来を支える”の「支」の字をモチーフ[10]。

## 主な施工実績
- 明石海峡大橋
- 瀬戸大橋
- レインボーブリッジ
- 東京湾アクアライン
- 名港中央大橋
- 白鳥大橋
- かつしかハープ橋
- 栄川運河橋
- 三弦橋
- 横浜ランドマークタワー
- 東京都庁舎
- 幕張メッセ
- 東京ビッグサイト
- 霞が関ビルディング
- 歌舞伎座
- 浅草寺

## 関連する人物
- 清水釘吉 - 清水満之助店 営業監督のときに鉄工所の開設を発案。1891年に起きた濃尾地震により当時人気を集めていた煉瓦造や石造のモダンな建物が深刻な被害を受け、耐震構造として鉄骨造建築が注目される中で「鉄工所は不可欠」と考えて立ち上げた[6]。
- 清水揚之助 - 合資会社として独立したときの代表者[6]。
- 清水康雄 - 前社名の命名者。清水組ニ代社長[6]。
- 大山理